# 迎咀水库
迎咀水库，位于广东省清远市清城区境内，是迎咀河上的一座中型水库。始建于1957年8月，次年建成蓄水。水库控制流域面积102平方千米，总库容7265万立方米。大坝为土石混合坝，最大坝高39.24米，顶顶宽6.5米，坝顶长209米。水库以防洪、灌溉为主，兼顾发电、供水。水库防洪保护下游人口19.54万，耕地面积7493公顷；实际灌溉面积4333公顷；现设计年供水量1460万立方米；坝后电站装机容量2310万千瓦，年设计发电量700万千瓦时。